# Круті Броди
Кру́ті Бро́ди (раніше: Крутибороди, Крутибородинці або Крутобородинці) — село в Україні, у Ярмолинецькій селищній громаді Хмельницького району Хмельницької області, дані про яке зустрічаються ще у XV столітті.

## Археологічні знахідки
На терериторії села знаходиться курган трипільської культури (між Баранівкою та Крутими-Бродами).

## Історія
У 2005 році у селі знімали частини фільму «Створення кохання». Історія створення цього фільму проста й волюнтаристська. Успішний молдовський бізнесмен, пивний король Яков Тіхман написав книжку «Мотл-Шотхен» про своє рідне містечко Зіньків на Хмельниччині, українське за географією, але єврейське за складом населення, у якому, втім, жили і росіяни, судячи з мови, й українці, і навіть один турок. Яков Тіхман виступив продюсером фільму за своєю книгою, який назвали «Створення любові». Для картини зібрали перфектну групу: відомий молдовський режисер Валеріу Жеріге, автор фільму «Дисидент» (премія європейських фестивалів), «Передчуття» (головний приз у Костинешть і номінований у Каннах на конкурсі «Особливий погляд» в 1993 році), оператор — Анатолій Іванов, який уже кілька років живе в Америці і працював з багатьма відомими режисерами, актори Михайло Козаков, Олександр Панкратов-Чорний, Інна Бразговка(Росія), Саша Демидов у ролі Мотла (Ізраїль), Ігор Слободской, Олена Рожкова, Василь Слюсаревський (Україна) та інші.
У центрі села в старому льоху (за давніми переказами) є вхід у тунель який з'єднує Покровська церква-фортеця та Замок у селі Сутківці та перехід у село Зіньків.

## Символіка

### Герб
В щиті, перетятому хвилясто золотим і лазуровим, виходить срібна кам’яна гора з срібною мурованою аркою, в чорному отворі якої срібний смолоскип із червоним полум’ям з золотою облямівкою, поставлений в стовп. В золотій частині арка супроводжується в главі чорною лебединою пір’їною в стовп, і чотирма зеленими дубовими листками в стовп, по два з кожної сторони в правий і лівий перев’язи. Щит вписаний в золотий декоративний картуш і увінчаний золотою сільською короною. Унизу картуша напис "КРУТІ БРОДИ".

### Прапор
Квадратне полотнище розділене хвилясто горизонтально на дві рівновеликі частини – жовту і синю. З нижнього пруга виходить біла кам’яна гора з білою мурованою аркою, в чорному отворі якої білий вертикальний смолоскип із червоним полум’ям з жовтою облямівкою. На верхній частині над горою чорна вертикальна лебедина пір’їна, від гори до верхніх кутів відходять діагонально по два зелених вертикальних дубових листки.

### Пояснення символіки
Хвилястий поділ означає річку Ушицю, срібна гора – гористу місцевість, арка зі смолоскипом означають видобування фосфатів і гальки, лебедина пір’їна означає частину села «Лебідь», дубові листки означають велику кількість цих дерев біля села.
На прапорі повторюються кольори і фігури герба.

## Пам'ятки

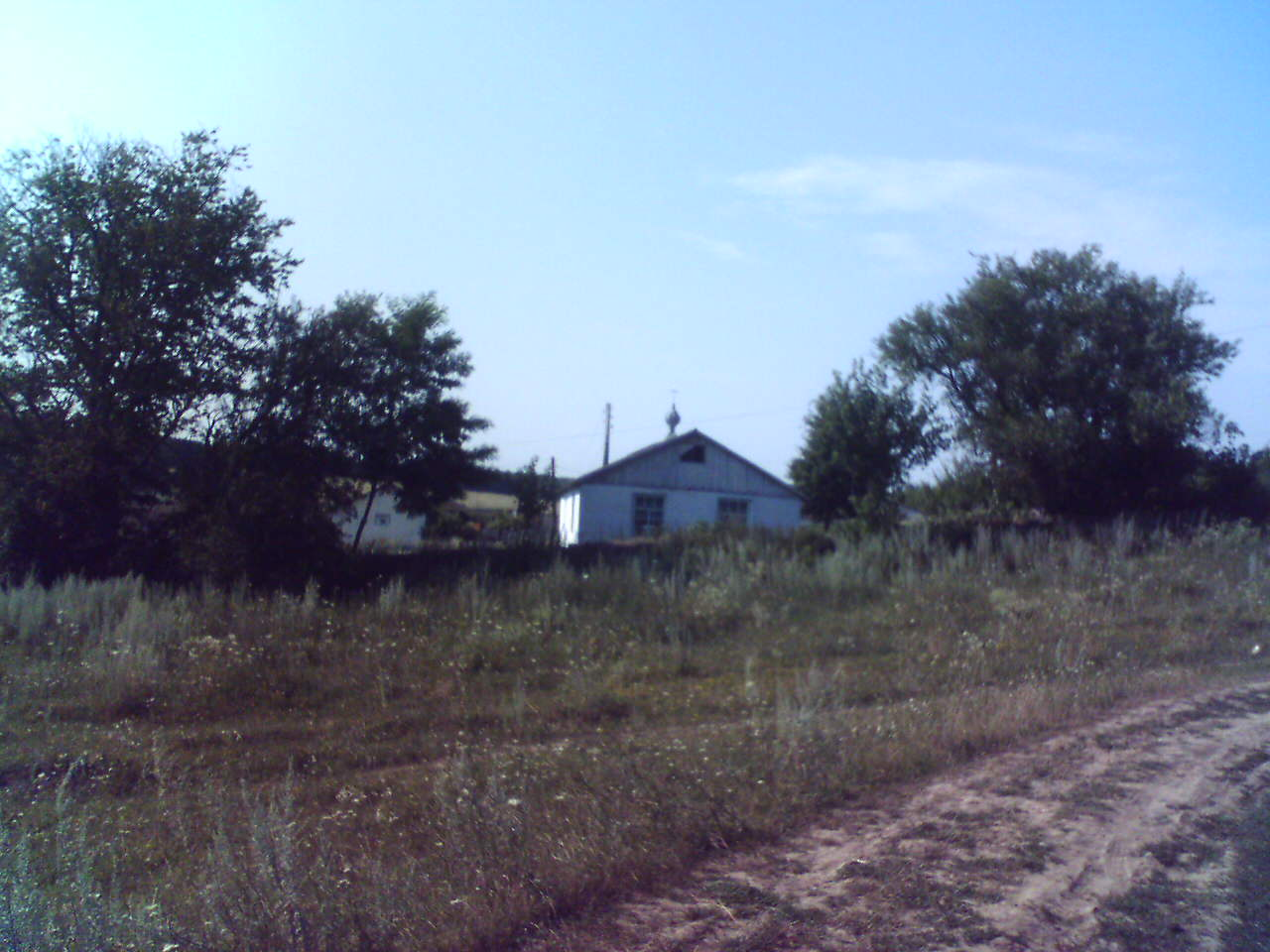
«Сучасна» сільська церква

Пам'ятник загиблим воїнам

- У центрі села знаходиться величавий мурований млин, який до проведення в село електрики працював на воді. Роками в млин звозили збіжжя жителі окружних сіл після смерті мельника Стопканя Михайла Антоновича у 1992 році млин попрацював ще не довго і на початок 2000 року повністю припинив свою роботу.
- Навпроти млина росте стара верба під деревом стоїть камінь-могила польської пані. На камені зберігся певний надпис.
- Біля млина на долині є артезіанська свердловина, яку після війни розвідали радянські геологи. Вода з цієї свердловини має певний приємний смак з присмаком мінеральних речовин.